# Emil Iversen
Emil Iversen (Meråker, 12 de agosto de 1991) es un deportista noruego que compite en esquí de fondo.
Participó en dos Juegos Olímpicos de Invierno, obteniendo una medalla de plata en Pekín 2022, en la prueba de relevo (junto con Pål Golberg, Hans Christer Holund y Johannes Klæbo), y el octavo lugar en Pyeongchang 2018, en la prueba de velocidad.
Ganó cuatro medallas en el Campeonato Mundial de Esquí Nórdico, en los años 2019 y 2021.

## Palmarés internacional
| Juegos Olímpicos   | Juegos Olímpicos      | Juegos Olímpicos | Juegos Olímpicos     |
| Año                | Lugar                 | Medalla          | Prueba               |
| ------------------ | --------------------- | ---------------- | -------------------- |
| 2022               | Pekín (China)         | Medalla de plata | Relevo 4 × 10 km     |
| Campeonato Mundial |                       |                  |                      |
| Año                | Lugar                 | Medalla          | Prueba               |
| 2019               | Seefeld (Austria)     | Medalla de oro   | Velocidad por equipo |
| 2019               | Seefeld (Austria)     | Medalla de oro   | Relevo 4 × 10 km     |
| 2021               | Oberstdorf (Alemania) | Medalla de oro   | 50 km                |
| 2021               | Oberstdorf (Alemania) | Medalla de oro   | Relevo 4 × 10 km     |